# West-Oekraïense Volksrepubliek
De West-Oekraïense Volksrepubliek of West-Oekraïense Nationale Republiek (Oekraïens: Західноукраїнська Народна Республіка (ЗУНР), Zachidno-oekrajinska Narodna Respoeblika (ZOeNR)) was een kort bestaande staat in het oosten van Galicië. De republiek ontstond in 1918 na de terugtrekking van het Oostenrijks-Hongaarse leger. Yevjen Petroesjvitsj werd op 19 juni 1919 benoemd tot president. Het land werd niet erkend door de Europese mogendheden en werd in 1919 veroverd door Polen.

## Geschiedenis
De West-Oekraïense Volksrepubliek verklaarde zichzelf onafhankelijk van Oostenrijk-Hongarije op 18 oktober 1918 en eigende zich het grondgebied van het Koninkrijk Galicië en Lodomerië toe. Op 1 november brak er een opstand uit in het grotendeels door Polen bewoonde Lviv, waar een groot deel de bevolking aansluiting wenste bij Polen. Poolse troepen trokken naar de stad om de opstandelingen te steunen en op 21 november 1918 kwam Lviv in Poolse handen.

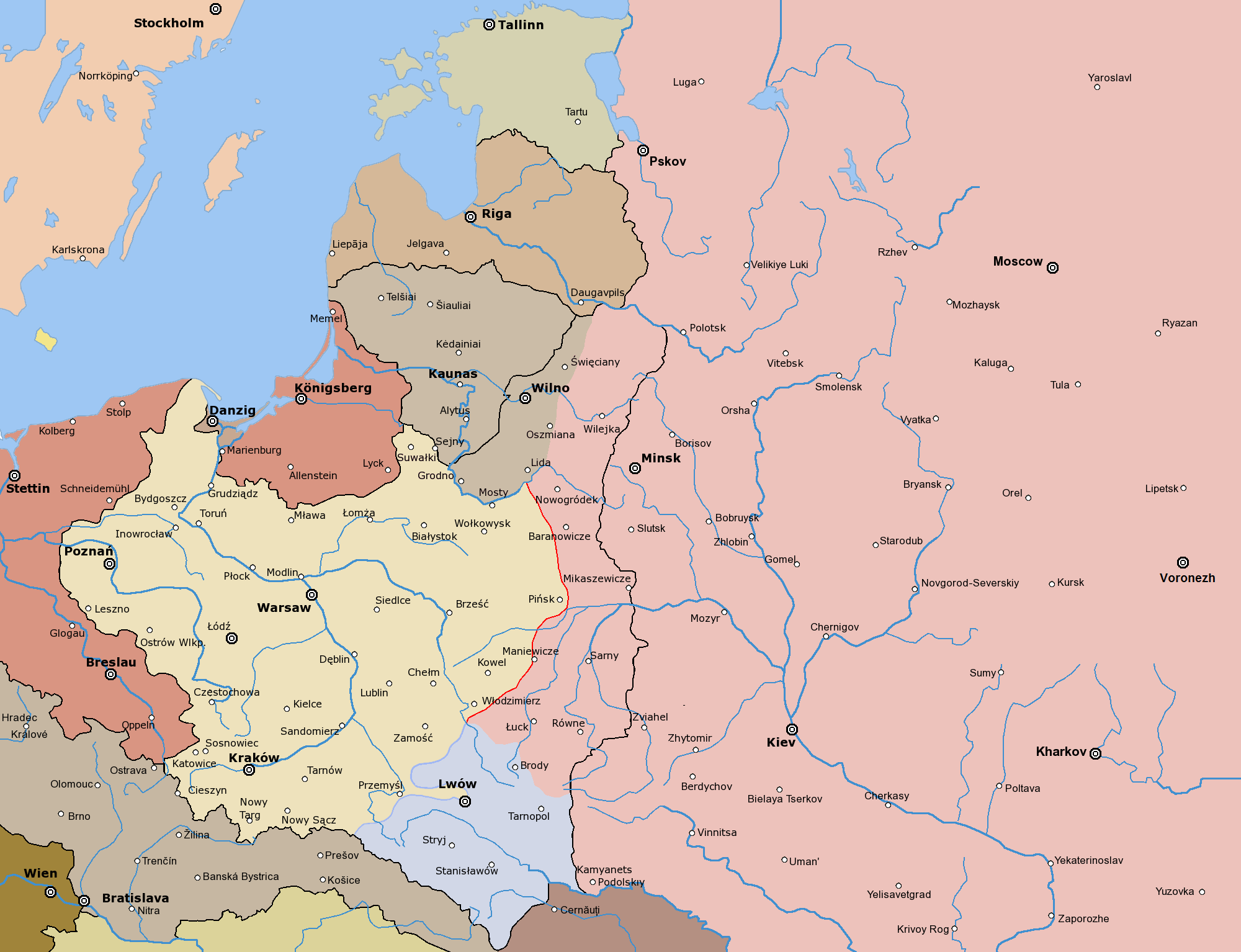
Kaart van Oost-Europa in 1919. De West-Oekraïense Volksrepubliek is aangegeven in lichtblauw.

Op 22 januari 1919 sloot de West-Oekraïense Volksrepubliek zich door middel van de Akte van Vereniging (Akt Zloeky) aan bij de Oekraïense Volksrepubliek. Dit was vooral een symbolische daad: de Westelijke Oblast van de Oekraïense Volksrepubliek (ZOOeNR), zoals de republiek nu kwam te heten, behield de eigen regeringsstructuren en het eigen leger.
Na de Pools-Oekraïense Oorlog, die de Oekraïners verloren, werd bij de Vrede van Riga het grondgebied van de West-Oekraïense Volksrepubliek geannexeerd door Polen. Aanvankelijk kreeg Polen een mandaat van 25 jaar over West-Oekraïne met de opdracht er een autonome regio van te maken, in 1923 werd het gebied echter definitief ingelijfd in de Poolse staat. Een klein zuidwestelijk deel van de West-Oekraïense Volksrepubliek, de streek Karpato-Roethenië, werd als gevolg van dit verdrag aan de Eerste Tsjecho-Slowaakse Republiek toegewezen en een klein gedeelte in het zuidoosten kwam te vervallen aan het Koninkrijk Roemenië.